# Museo del Greco

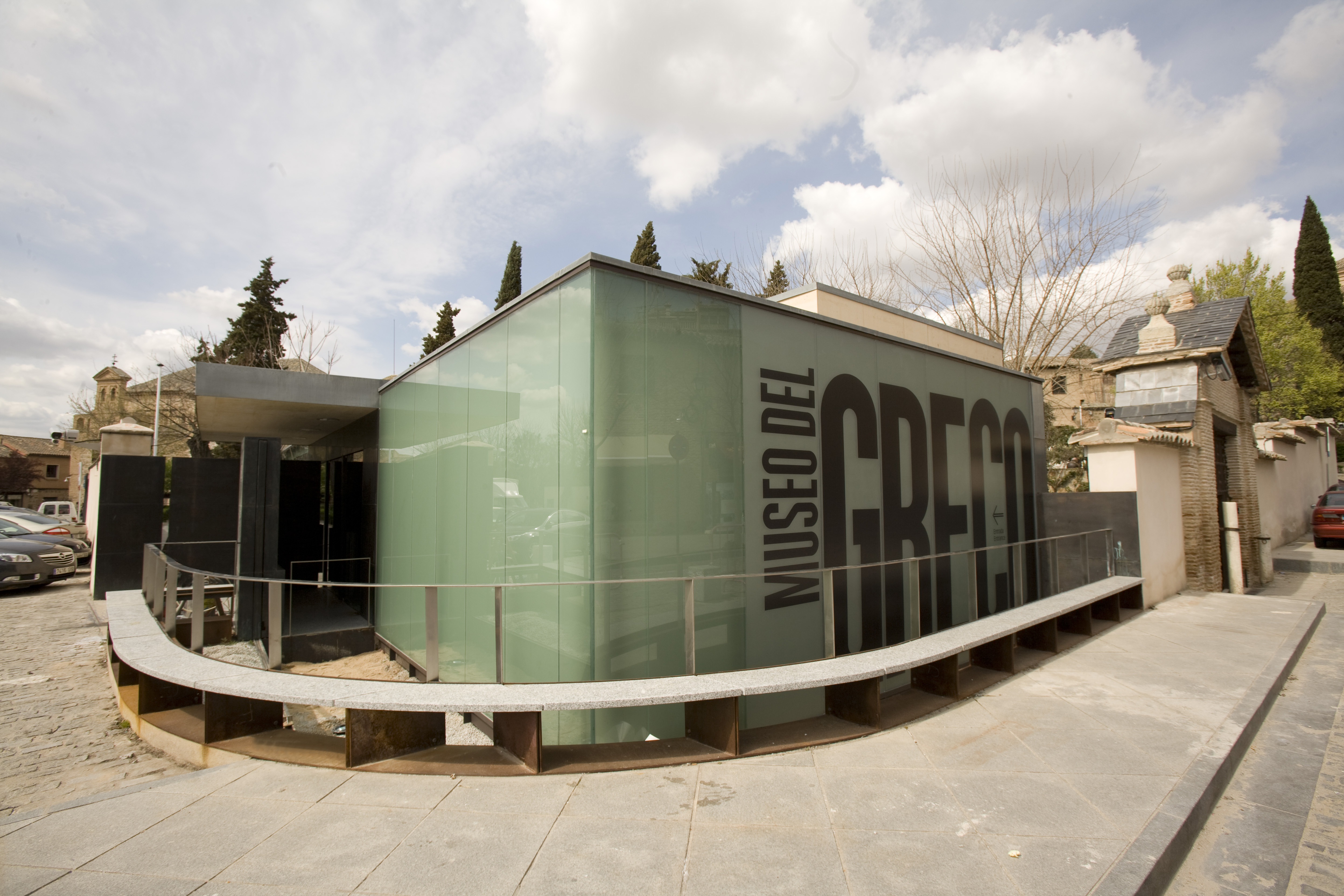
Museo del Greco

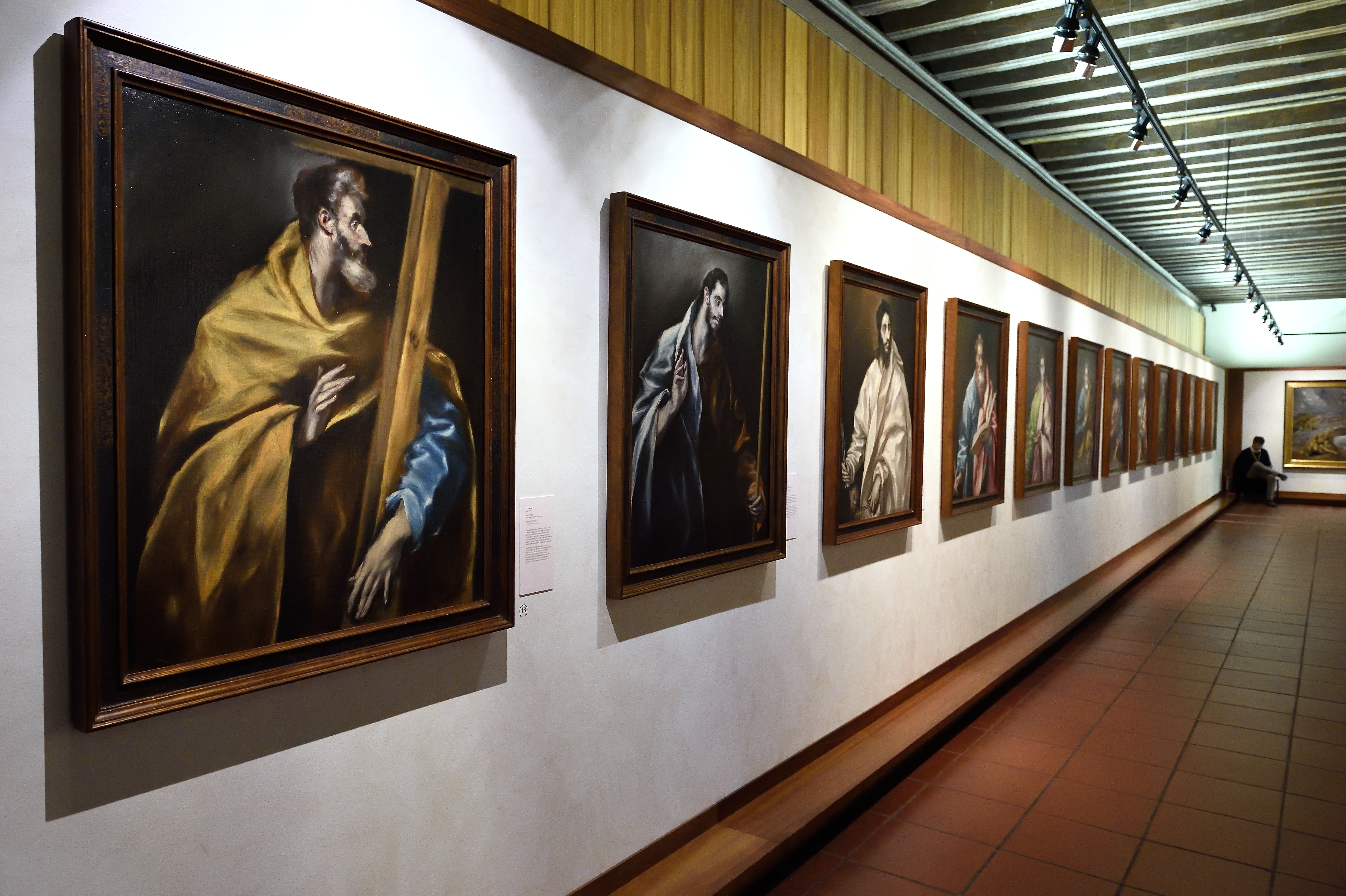
Museo del Greco

Het Museo del Greco is een museum in de Spaanse stad Toledo. Het museum is gewijd aan de schilder El Greco en zijn invloed op het Toledo van de 17de eeuw. Het museum een gebouw uit de zestiende eeuw en een renaissancepaleis. De collectie van het museum omvat een twintigtal doeken van El Greco, waaronder de Apostolado (portretten van de apostelen). Verder heeft het museum ook doeken van El Greco-leerling Luis Tristán.